# John Michael Talbot
John Michael Talbot (8 de Maio de 1954) é um cantor e instrumentista católico norte-americano, além de fundador de uma comunidade monástica, os Irmãos e Irmãs da Caridade (Brothers and Sisters of Charity).

## Biografia
Nascido em uma família metodista de índole musical em Oklahoma City, Oklahoma, Talbot iniciou os estudos de violão aos 10 anos de idade. Aos quinze, abandonou a escola e começou a se apresentar como violonista para a Mason Proffit, uma banda de rock/folk formada com Terry, seu irmão mais velho. A banda produziu cinco álbuns e alcançou relativo sucesso.
Enquanto o sucesso acontecia, Talbot embarcou em uma viagem espiritual que levou-o através da religião americana nativa e do budismo até o cristianismo. Neste momento ele e seu irmão juntaram-se ao Movimento de Jesus, gravando o álbum Reborn que foi relançado pela Sparrow Records (originalmente lançado como "Os Irmãos Talbot" no selo Warner).
Dois álbuns solo seguiram-se para Talbot: John Michael Talbot(1976) e The New Earth(1977), ambos produzidos por Billy Ray Hearn. Casou-se e divorciou-se em seguida, tendo sua ex-esposa criado a filha do casal. Talbot então optou por afastar-se das pessoas. Lendo a vida de S. Francisco de Assis, sentiu-se inspirado a estudar num centro franciscano em Indianapolis. Tornou-se católico, e aliou-se à Ordem Franciscana Secular em 1978. Fundou então uma casa de oração (denominada The Little Portion), planejando viver como eremita. Mas as pessoas continuavam pedindo pelas músicas. Então, Talbot continuou a produzir música voz/violão, num estilo contemplativo.
Talbot mudou-se com sua Casa de Oração para um terreno que tinha adquirido em Eureka Springs, Arkansas nos tempos da Mason Proffit. Fundou sua própria comunidade, que nas suas próprias palavras é uma "comunidade monástica integrada", com irmãos e irmãs celibatárias, solteiros e famílias. Em 1989 Talbot se casou (com a aprovação da Igreja) com Viola Pratka, uma ex-irmã do Verbo Encarnado que veio à comunidade em 1986. Ele é o ministro geral e pai espiritual.
Talbot mantém ainda uma intensa rotina de gravações e apresentações.

## Discografia
1. Reborn (1975)
2. John Michael Talbot (1976)
3. The New Earth (1977)
4. The Lord's Supper (1979)
5. Beginnings / The Early Years (1980)
6. Come to the Quiet (1980)
7. The Painter (1980)
8. For the Bride (1981)
9. Troubadour of the Great King (1981)
10. Light Eternal (1982)
11. Songs For Worship Vol. 1 (1982)
12. No Longer Strangers (1983)
13. The God of Life (1984)
14. Songs For Worship Vol. 2 (1985)
15. The Quiet (1985)
16. Be Exalted (1986)
17. Empty Canvas (1986)
18. The Heart of the Shepherd (1987)
19. Quiet Reflections (1987)
20. The Regathering (1988)
21. Master Collection (1988)
22. The Lover and the Beloved (1989)
23. Come Worship the Lord Vol. 1 (1990)
24. Come Worship the Lord Vol. 2 (1990)
25. Hiding Place (1990)
26. The Birth of Jesus (1990)
27. The Master Musician (1992)
28. Meditations in the Spirit (1993)
29. Meditations from Solitude (1994)
30. Chant from the Hermitage (1995)
31. The John Michael Talbot Collection (1995)
32. The Talbot Brothers Collection (1995)
33. Brother to Brother (1996)
34. Our Blessing Cup (1996)
35. Troubadour for the Lord (1996)
36. Table of Plenty (1997)
37. Hidden Pathways (1998)
38. Pathways of the Shepherd (1998)
39. Pathways to Solitude (1998)
40. Pathways to Wisdom (1998)
41. Quiet Pathways (1998)
42. Spirit Pathways (1998)
43. Cave of the Heart (1999)
44. Simple Heart (2000)
45. Wisdom (2001)
46. Signatures (2003)
47. City of God (2005)
48. Monk Rock (2005)
49. The Beautiful City (2006)